# .gi
.gi е интернет домейн от първо ниво за Гибралтар. Администрира се от GibNet и е представен през 1995 г.